# Hutterturm

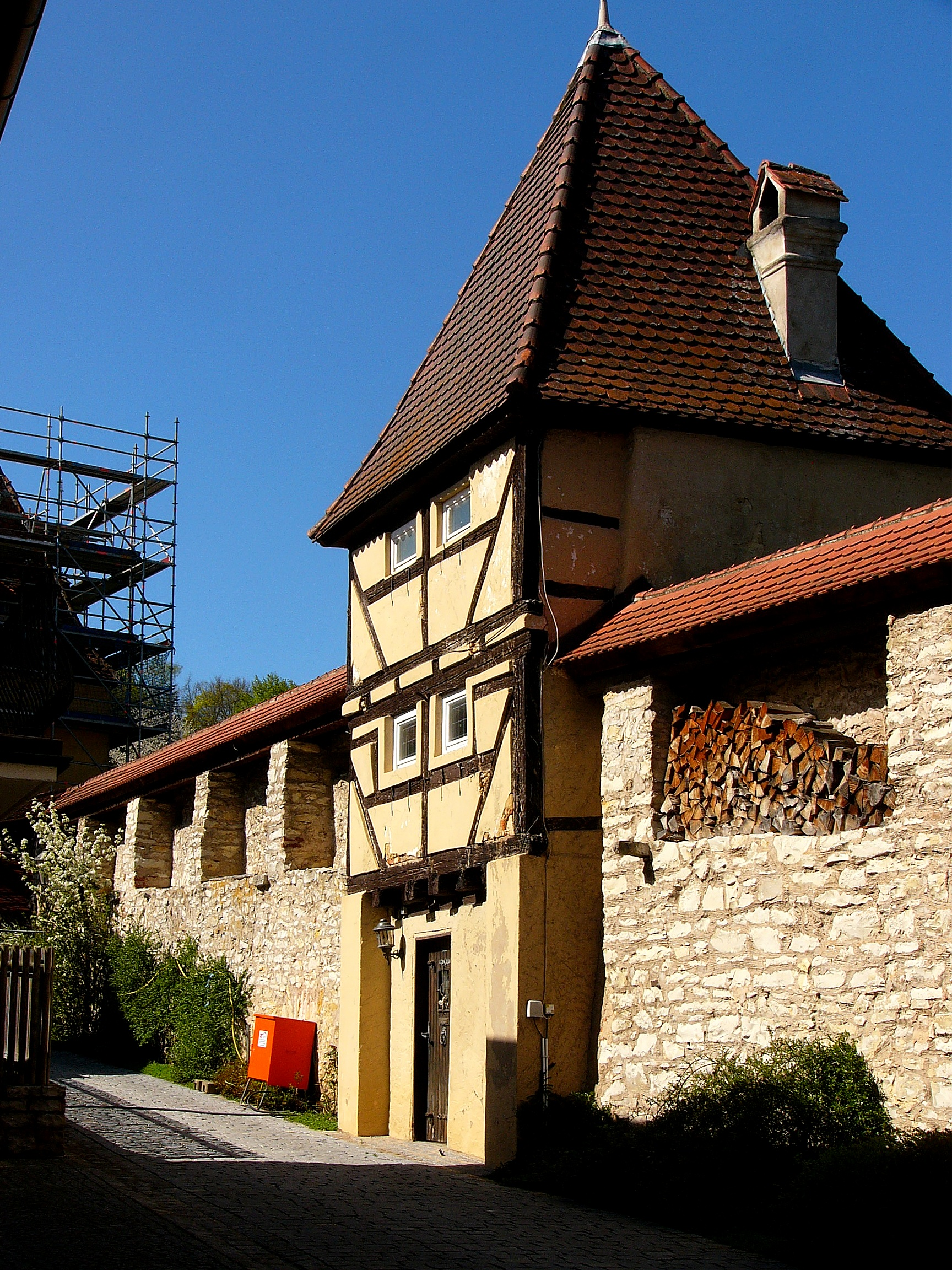
Bild nach der letzten Sanierung

Der sogenannte Hutterturm ist ein Teil der mittelalterlichen Stadtbefestigung der Stadt Greding.
Es handelt sich um einen Befestigungsturm, der in der Gripsergasse liegt. Er ist dreigeschossig mit Zeltdach. Die Außenseite besteht aus Mauerwerk während auf der Innenseite als Fachwerk ausgeführt wurde. Die letzte Renovierung 2015/2016 wurde 2018 mit dem Denkmalpreis des Bezirkes Mittelfranken ausgezeichnet.